# Simon Poulsen
Simon Poulsen (Sønderborg, Dinamarca, 7 de octubre de 1984) es un exfutbolista danés con ascendencia nigeriana. Jugaba de defensa, concretamente en la posición de lateral izquierdo y empezó y terminó su carrera en el Sønderjysk Elitesport. 

## Selección nacional
Ha sido internacional con la selección de fútbol de Dinamarca en 31 partidos. Su debut en la selección fue el 28 de marzo de 2007 en un amistoso contra Alemania.

### Participaciones en Copas del Mundo
| Mundial                        | Sede      | Resultado    |
| ------------------------------ | --------- | ------------ |
| Copa Mundial de Fútbol de 2010 | Sudáfrica | Primera fase |

### Participaciones en Eurocopa
| Eurocopa      | Sede              | Resultado    |
| ------------- | ----------------- | ------------ |
| Eurocopa 2012 | Polonia y Ucrania | Primera fase |

## Clubes
| Club           | País         | Año       |
| -------------- | ------------ | --------- |
| SønderjyskE    | Dinamarca    | 2002-2005 |
| FC Midtjylland | Dinamarca    | 2005-2007 |
| AZ Alkmaar     | Países Bajos | 2008-2012 |
| UC Sampdoria   | Italia       | 2012-2014 |
| AZ Alkmaar     | Países Bajos | 2014-2015 |
| PSV Eindhoven  | Países Bajos | 2015-2017 |
| SønderjyskE    | Dinamarca    | 2017-2018 |

## Palmarés

### Campeonatos nacionales
| Título                        | Club          | País         | Año     |
| ----------------------------- | ------------- | ------------ | ------- |
| Primera División de Dinamarca | SønderjyskE   | Dinamarca    | 2004/05 |
| Eredivisie                    | AZ Alkmaar    | Países Bajos | 2008/09 |
| Supercopa de los Países Bajos | AZ Alkmaar    | Países Bajos | 2009    |
| Supercopa de los Países Bajos | PSV Eindhoven | Países Bajos | 2015    |
| Eredivisie                    | PSV Eindhoven | Países Bajos | 2015/16 |